# 埃爾姆斯普林斯鎮區 (阿肯色州華盛頓縣)
埃爾姆斯普林斯鎮區（英語：Elm Springs Township）是位於美國阿肯色州華盛頓縣的一個行政鎮區。

## 地方資料
埃爾姆斯普林斯鎮區的面積為32.30平方千米，當中陸地面積為31.49平方千米，而水域面積為0.81平方千米。根據2010年美國人口普查的數據，當地共有人口2126人，而人口密度為每平方千米65.82人。